# ميخائيل فاسيليفيتش كوزلوف
ميخائيل فاسيلييفيتش كوزلوف (بالروسية: Михаи́л Васи́льевич Козло́в) كان سياسيًا سوفيتيًا بارزًا، وُلد عام 1919 وتوفي عام 1999.
شغل كوزلوف عدة مناصب رفيعة في الحزب الشيوعي السوفيتي، وكان نائبًا لرئيس مجلس وزراء جمهورية روسيا السوفيتية الاتحادية الاشتراكية (RSFSR) في منتصف ستينيات القرن العشرين. كما تولى منصب رئيس وزراء جمهورية روسيا لفترة قصيرة في عام 1965، بالنيابة، بعد وفاة ألكسندر نيكولايفيتش شيلابين، وذلك حتى تعيين غينادي فاسيلييفيتش فوروبيوف.
خلال مسيرته، كان كوزلوف جزءًا من الجهاز الإداري الرفيع في الاتحاد السوفيتي، وشارك في رسم السياسات على مستوى جمهورية روسيا السوفيتية، في ظل قيادة الحزب الشيوعي.